# Shorea kunstleri
Shorea kunstleri (tiếng Anh thường gọi là Red Balau) là một loài thực vật thuộc họ Dipterocarpaceae. Loài này có ở Indonesia và Malaysia.